# Conflitto di classe (film)
Conflitto di classe (Class Action) è un film del 1991 diretto da Michael Apted.

## Trama
Jedediah Ward e la figlia Maggie sono avvocati in due differenti studi legali a San Francisco. Si trovano entrambi impegnati in un caso riguardante una casa automobilistica americana (denunciata da un cliente per aver messo in commercio auto difettose), ma su versanti opposti: la figlia si occupa infatti della difesa, mentre il padre dell'accusa. Inizialmente ostile al padre ed in vantaggio in aula, Maggie, dopo aver scoperto che alcuni colleghi hanno cercato di occultare delle prove che avrebbero danneggiato il loro cliente, deciderà di aiutarlo, fornendogli di nascosto alcune prove, perdendo così la causa ma riappacificandosi con lui.

## Riconoscimenti
Il film era in concorso al Festival cinematografico internazionale di Mosca 1991.